# Georges Pompidou

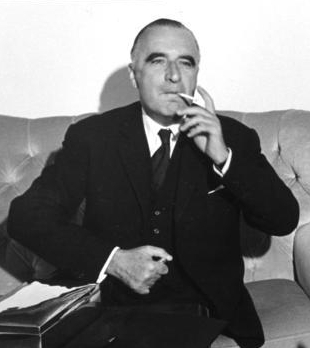
Georges Pompidou (1965)

Georges Jean Raymond Pompidou [ʒɔʀʒ pɔ̃piˈdu] (* 5. Juli 1911 in Montboudif, Cantal; † 2. April 1974 in Paris) war ein französischer Politiker des Gaullismus. Nach Charles de Gaulle war Pompidou der zweite Präsident der Fünften Republik, vom 20. Juni 1969 bis zu seinem Tod am 2. April 1974.

## Leben

### Herkunft, Ausbildung und Familie

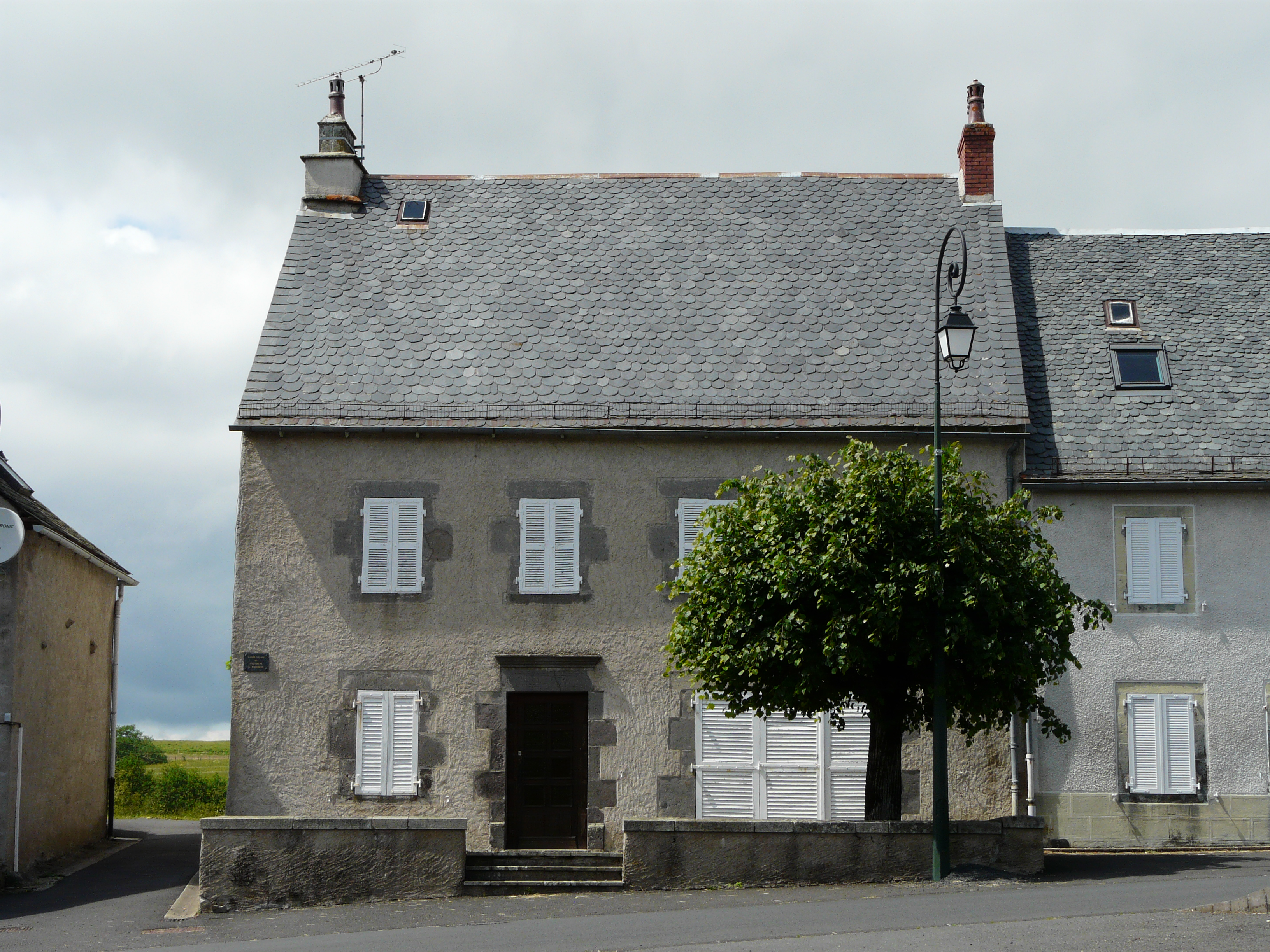
Geburtshaus von Georges Pompidou in Montboudif

Georges Jean Raymond Pompidou war Sohn einer Lehrerfamilie und Enkelkind von Bauern, welche im französischen Zentralmassiv unter äußerst einfachen Umständen lebten. Die Familie verstand es, die Rahmenbedingungen unter der Dritten Republik zu nutzen: Der Großvater war noch einfacher Bauer, der Vater bereits Grundschullehrer und der Sohn schließlich sowohl Funktionär als auch Spitzenpolitiker.
Georges trat im südfranzösischen Albi, wo auch sein Vater lehrte, in die Schule ein. Er war ein brillanter Gymnasiast und gewann 1927 den jährlich stattfindenden concours général im Fach Altgriechisch. Nachdem er das Baccalauréat (Abitur) im Gymnasium Lapérouse d’Albi bestanden hatte, widmete er sich dem Vorbereitungsunterricht (→ Classe préparatoire) für die Aufnahme in einer der Grandes écoles von Frankreich. Dabei machte er am Pariser Lycée Louis-le-Grand die Bekanntschaft mit Léopold Sédar Senghor und Aimé Césaire. 1931 wurde er in die École normale supérieure aufgenommen und erlangte 1934 als Bester seines Jahrganges die Lehrerzulassung in Altphilologie für die gymnasiale Oberstufe (Lycée) (→ agrégation de lettres classiques). Darauf trat Pompidou in den Gymnasial-Schuldienst ein und unterrichtete zunächst im Lycée Saint-Charles von Marseille und später im Lycée Henri IV von Paris.
Am 29. Oktober 1935 heiratete er die Jurastudentin Claude Cahour (1912–2007). Das Ehepaar adoptierte einen Sohn (Alain Pompidou, 1942–2024).
Georges Pompidou absolvierte die Unteroffiziersschule in Saint-Maixent-l’École. Im Zweiten Weltkrieg wurde Pompidou 1940 in das 141. (alpine) Infanterieregiment eingeteilt und nach der Niederlage vom Juni 1940 wieder demobilisiert.

### Politische Laufbahn

#### Nachkriegsjahre (1946–1958)
Georges Pompidou, der am Ende des Zweiten Weltkrieges immer noch Studienrat am Lycée Henri IV war, machte nie ein Geheimnis daraus, dass er sich nicht für die Résistance engagiert hatte. Über den Umweg von Freunden, welche General Charles de Gaulle – inzwischen Präsident der provisorischen Regierung – nahestanden, wurde er in den Staatsdienst berufen. Dabei kam Pompidou zugute, dass er als Verbindungsmann zu den Universitäten dienen konnte. Während der künftigen Jahre der Vierten Republik bekleidete er folgende öffentlichen und privatwirtschaftlichen Funktionen:
- Projektleiter für das Bildungsministerium
- Maître des requêtes des Französischen Staatsrats
- Nach dem vorläufigen Abgang de Gaulles verblieb er im engen Beratungskreis des Generals und engagierte sich insbesondere für die Stiftung Anne de Gaulle
- Generalsekretär der von De Gaulle gegründeten Partei Rassemblement du peuple français (RPF)
- Direktor des Kommissariats für Tourismus (1946–1949)
- Generaldirektor der Bank Rothschild Frères (mit Unterbrechungen von 1954 bis 1962)

#### Algerienkrise (1958–1962)
Als General de Gaulle 1958 aus seinem freiwillig gewählten „Exil“ in Colombey-les-Deux-Églises an die Macht zurückkehrte und bald darauf die Fünfte Republik ausrief, wurde Georges Pompidou unter ihm Kabinettschef und sein engster Vertrauter. 1959 wurde er in den Verfassungsrat nominiert, wo er bis 1962 wirkte. Er nahm mit der algerischen Unabhängigkeitsbewegung Front de Libération Nationale (FLN) Kontakt auf und bereitete auch im Rahmen der geheimen Vorverhandlungen in Neuchâtel und Luzern die Verträge von Évian vor, welche den Algerienkrieg schließlich beendeten, die Unabhängigkeit Algeriens zur Folge hatten und Frankreich vor einem drohenden Bürgerkrieg bewahrten.

#### Premierminister (1962–1968)

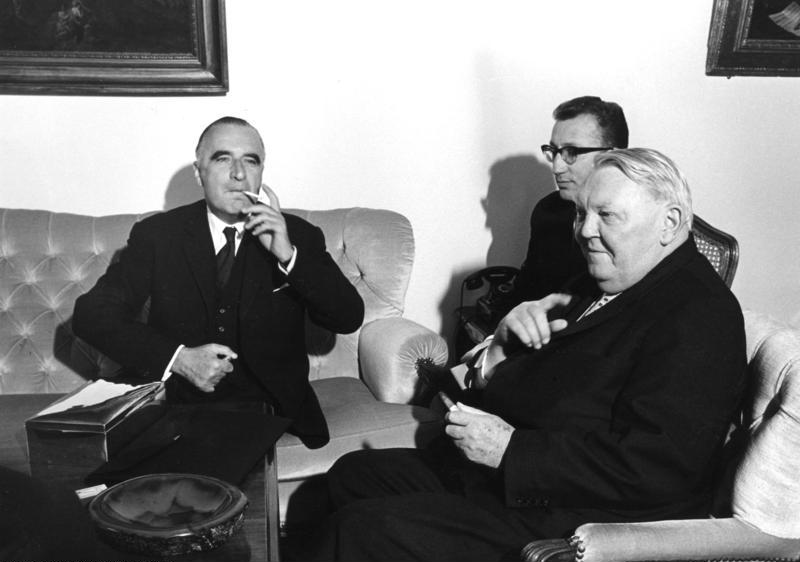
Georges Pompidou, links, mit Bundeskanzler Ludwig Erhard, 1965

Vom 15. April 1962 bis 13. Juli 1968 war Georges Pompidou Premierminister unter Charles de Gaulle. Er befürwortete den Rückzug Frankreichs aus der militärischen Integration der NATO ebenso wie de Gaulles „Nein“ zum EWG-Beitritt Großbritanniens.
Nachdem das französische Volk die Verträge von Évian in einem Referendum bestätigt hatte, wurde Georges Pompidou, der in der breiten Öffentlichkeit zu diesem Zeitpunkt noch kaum bekannt war, am 14. April 1962 als Nachfolger von Michel Debré zum Premierminister ernannt. Seine Karriere wäre beinahe unterbrochen worden, als er seine Demission androhte, um von de Gaulle die Begnadigung eines zum Tode durch Erschießen verurteilen Putschisten aus Algier zu erwirken.
Pompidou wirkte während der sogenannten „Trente Glorieuses“ von 1945 bis 1974, einer durch lange Boom-Phasen charakterisierten Ära, die Frankreich im Zeichen der Technokratie in ein fortschrittliches, wirtschaftlich prosperierendes Land der westlichen Wohlstandsgesellschaft verwandelte. Trotz einiger Erschütterungen (Dekolonisation, Probleme im Verhältnis von politischer Führung und Militär, Streiks, Mai 1968) verkörperte Pompidou in den 1960er Jahren die Aufbruchstimmung innerhalb der neuen gaullistischen Bewegung wie kaum ein anderer.
1967 wurde Pompidou im ersten Wahlgang zum Abgeordneten für den 2. Bezirk des Départements Cantal gewählt.
Während der Studentenunruhen vom Mai 1968 verhandelte Pompidou zäh und geduldig mit den Gewerkschaftsführern und dem Arbeitgeberverband, wobei er vom damaligen Staatssekretär für Arbeit Jacques Chirac wertvolle Schützenhilfe erhielt. Diese Gespräche führten zum Abkommen von Grenelle, das aber von der Basis abgelehnt wurde und deshalb nie in Kraft trat. In dieser zugespitzten Lage riet Pompidou zur Auflösung der Nationalversammlung und setzte sich mit dieser tiefgreifende Maßnahme schließlich auch durch. Viele im Umfeld General de Gaulles hielten das wegen der nun erforderlichen Neuwahlen, angesichts der radikalen linken Kräfte, die die Straßen dominierten und auch Sympathien bei der Bevölkerung genossen, für politischen Selbstmord. Sie erachteten die Durchführung eines Referendums als den weniger riskanten Weg aus der Sackgasse. Verdrossen und nur widerwillig schloss sich de Gaulle letztendlich dennoch dem Ansinnen seines Premierministers an. Und siehe da: Die Neuwahlen wurden zum Triumph für die Gaullisten. Deren Partei, die Union pour la défense de la République (UDR), errang die absolute Mehrheit, Pompidou wurde in seinem Wahlkreis bestätigt, die Linke war geschlagen und einige ihrer Protagonisten (unter ihnen auch der ehemalige und einst populäre Ministerpräsident Pierre Mendès France) wurden abgewählt. Aber de Gaulle, verärgert über den geglückten Coup seines Schützlings und in seiner Autorität verunsichert, zwang Pompidou dazu, das Premierministeramt abzulegen. Dieser wurde am 10. Juli 1968 durch Maurice Couve de Murville ersetzt und der General kommandierte ihn in die zweite Reihe ab, wo ihm keine konkrete Funktion zugewiesen wurde (original: en réserve de la République).
Als Pompidou vom Westschweizer Fernsehen in einem Interview 1969 gefragt wurde, ob er für sich eine politische Zukunft sehe, antwortete er: „Ich habe vermutlich keine politische Zukunft; ich habe eine politische Vergangenheit, und ich werde möglicherweise eines Tages – so Gott will – eine nationale Berufung haben.“ (original: «Je ne pense pas avoir d'avenir politique; j'ai un passé politique; j'aurai peut-être un jour, si Dieu le veut, un destin national»). Diese Erklärung brachte ihm eine offizielle Rüge des Élysées ein und wurde als voreilig abgetan.
In der Nach-68-Ära geriet Georges Pompidou im Zusammenhang mit der so genannten Marković-Affäre in den Verdacht, er unterhalte Kontakte zur Unterwelt. (Marković war ein ehemaliger Bodyguard des beliebten Schauspielers Alain Delon und wurde ermordet auf einer Müllhalde aufgefunden.) Im Verlaufe der Ermittlungen versuchte man Pompidous Gattin Claude zu kompromittieren, indem von der Polizei Befragte das Gerücht verbreiteten, es existierten Fotos, die sie bei Gruppensexorgien zeigten. Bis ins Innerste verletzt durch diese entehrenden Nachreden wandte sich Pompidou an das Élysée und beklagte sich, dass man ihn nicht vorgewarnt hatte und auch keinerlei Dementi verlauten ließ. Allerdings stieß seine Klage dort auf wenig Verständnis. Dies war das Moment, der zur endgültigen Zerrüttung der Beziehung zwischen Pompidou und seinem politischen Ziehvater de Gaulle führte. Hingebungsvoll widmete er sich nun seinen Ämtern in der Provinz: Gemeinderat von Cajarc (1965–1969) und Abgeordneter des Départements Cantal (1968–1969). Letzteres brachte ihm auch einen Sitz in der Nationalversammlung, inmitten der gaullistischen Fraktion Union pour la défense de la République, ein.

#### Staatspräsident (1969–1974)

##### Zusammenfassung
Am 29. April 1969 trat Charles de Gaulle zurück. Bei den darauf folgenden Präsidentschaftswahlen setzte sich Pompidou am 15. Juni 1969 im zweiten Wahlgang gegen Alain Poher mit 55,2 % der Stimmen durch und wurde französischer Staatspräsident. Dies blieb er bis zu seinem Tod 1974.
Ein erster Schwerpunkt seiner Außenpolitik war es, Frankreich aus der diplomatischen Isolation, in welcher sich das Land befand, herauszuführen. Wenn die Interessen Frankreichs gebührend garantiert wurden, gab er sich durchaus europäisch. Er gab auch grünes Licht zur Erweiterung der EWG von sechs auf neun Mitgliedsstaaten. Somit konnte nun auch Großbritannien der Gemeinschaft beitreten, was sein Vorgänger de Gaulle noch blockiert hatte. Trotzdem versuchte er den wachsenden Einfluss der angelsächsischen Achse (und damit insbesondere der Vereinigten Staaten) abzuwehren und zwar nicht nur auf der Ebene Politik und Militär, sondern auch was die Auswirkung auf die französische Sprache und Kultur betraf. Dem Zeitgeist, die UdSSR in die Isolation abzudrängen, stand er skeptisch gegenüber. Eine rein bipolare Welt, in welcher Mächte wie Frankreich keine wesentliche Rolle mehr spielten, konnte nicht in seinem Sinne sein. Mit den Deutschen wusste Pompidou ebenso wenig anzufangen wie Ludwig Erhard mit den Franzosen.
Im Inland trieb Pompidou die Modernisierung Frankreichs entschieden voran. Wiederholt rief er seine Landsleute auf, nicht in Sentimentalität zu verharren. Unter seiner Präsidentschaft wurden die ökonomischen Rahmenbedingungen an die neuen Bedürfnisse angepasst und gestärkt. Frankreich war bis in die 1970er Jahre über weite Teile ein bäuerlich geprägtes Land. Mit der fortschreitenden Industrialisierung verlagerten sich viele Arbeitsplätze weg von der Landwirtschaft in die Industrie. Pompidou förderte insbesondere die französische Autoindustrie und den Individualverkehr. In diesem Sinne wurden in vielen Städten ganze Stadtviertel geopfert, um Platz für Schnellstraßen zu schaffen. Dagegen wurden beim Schienenverkehr zahlreiche Nebenstrecken endgültig stillgelegt, sodass heutzutage viele ländliche Ortschaften nur noch per Straße zu erreichen sind. Die Landwirtschaft wurde durch den Einsatz von Dünger und Pestiziden bei gleichzeitiger Intensivierung rationalisiert (siehe Wirtschaft Frankreichs#Landwirtschaft).
In der Energiepolitik wurden die Weichen in Richtung Atomkraft gestellt (siehe Kernenergie in Frankreich).
Bei den Leistungen im kulturellen Bereich ist vor allem das Centre Georges Pompidou in Paris zu nennen. Schließlich reformierte er auch die Strukturen der staatlichen Fernsehanstalten, welche bis dahin als langweilig, servil und unkritisch galten, und rief die Fernsehjournalisten zu mehr Engagement auf.

##### Das Präsidentenamt
Nach der von zahlreichen Regierungswechseln und Parlamentsauflösungen gekennzeichneten Vierten Republik Frankreichs hatte de Gaulle mit der Fünften Republik eine Staatsform geschaffen, welche dem Präsidenten der Republik ein so hohes Maß an Autorität und Verantwortung übertrug, wie es wohl nur in wenigen demokratischen Systemen zu finden ist. Auch wurde der Präsident für sieben Jahre gewählt (seit dem Jahr 2000 nur noch für fünf Jahre), was im internationalen Vergleich sehr lange war. Als Charles de Gaulle im April 1969 mit einem Referendum über die Neuausrichtung und Aufwertung des Senats, welches er ohne äußeren Druck zur Vertrauensfrage hochstilisiert hatte, durchfiel, trat er wie angekündigt unverzüglich zurück, um den Weg für Neuwahlen frei zu machen. Als Interimspräsident fungierte ordnungsgemäß der Präsident des Senats, Alain Poher. Für die Wahl des Staatspräsidenten (auch „Präsident der Republik“ genannt) sind meist zwei Wahlgänge nötig, wobei sich für den zweiten Wahlgang nur die beiden Bestplatzierten des ersten Wahlgangs qualifizieren.

##### Die Wahl von 1969
Georges Pompidou meldete am 29. April seine Kandidatur an und erhielt noch am selben Tag grünes Licht von seiner gaullistischen Partei. Nur der linke Flügel der Union pour la défense de la République (UDR) hinter René Capitant, welcher für einen Augenblick ebenfalls eine Kandidatur erwog, und Louis Vallon unterstützten ihn nicht. Valéry Giscard d’Estaing taktierte mit einem Zick-Zack-Kurs: zuerst versuchte er Antoine Pinay zu lancieren, der allerdings ablehnte, dann näherte er sich Alain Poher, bevor er sich dann doch entschloss, die Kandidatur Pompidous zu unterstützen. Mit einer Offensive in Richtung der Zentralisten versuchte Pompidou, die alte Mehrheit wiederherzustellen und es gelang ihm dabei René Pleven, Joseph Fontanet und Jacques Duhamel für sich zu gewinnen. Anders als noch bei den Wahlen 1965 konnte sich die Linke nicht auf einen gemeinsamen Kandidaten einigen.
Wahlbeobachtern zufolge hatte Pompidous gefährlichster Kontrahent Alain Poher für den zweiten und entscheidenden Wahlgang anfänglich die etwas besseren Karten, doch gelang es Pompidou, diese Tendenz zu drehen, in dem er vor allem in der Provinz einen sehr aktiven Wahlkampf führte und seine Allianz mit den erwähnten Zentralisten hervorhob.
Der erst Wahlgang fand am 1. Juni statt und ergab folgendes Ergebnis:
|  | Kandidat         | Partei                                                                                | Bemerkung                                           | %    |
|  | ---------------- | ------------------------------------------------------------------------------------- | --------------------------------------------------- | ---- |
|  | Georges Pompidou | Union des démocrates pour la République unterstützt von den Républicains indépendants | Gaullisten unterstützt von den freien Republikanern | 44,5 |
|  | Alain Poher      | Centre démocrate                                                                      | Demokratisches Zentrum                              | 23,3 |
|  | Jacques Duclos   | Parti communiste français                                                             | Kommunistische Partei Frankreichs                   | 21,3 |
|  | Gaston Defferre  | Section française de l’Internationale ouvrière                                        | Französische Sektion der Arbeiter-Internationale    | 5,0  |
|  | Michel Rocard    | Parti socialiste unifié                                                               | Sozialistische Einheitspartei                       | 3,6  |
|  | Louis Ducatel    | Radical-Socialiste Indépendant                                                        | Unabhängiger, radikaler Sozialist                   | 1,3  |
|  | Alain Krivine    | Ligue Communiste                                                                      | Trotzkist                                           | 1,1  |

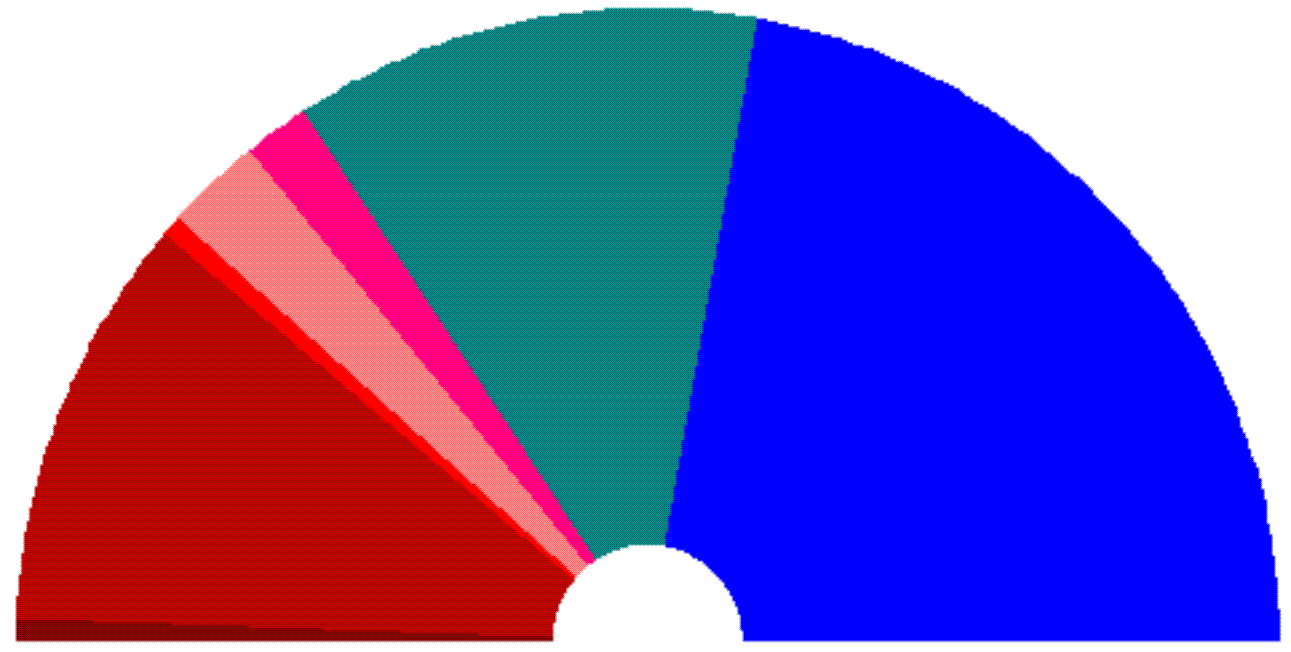
Wähleranteile des 1. Wahlgangs zum französischen Staatspräsidenten 1969 (aufgeschlüsselt nach Kandidaten)

Mit diesem Ergebnis schafften Georges Pompidou und Alain Poher die Hürde für den zweiten Wahlgang. Da kein linker Kandidat mehr im Rennen war, forderte die Kommunistische Partei ihre Wähler zum Boykott auf und so wurde der zweite Urnengang zur reinen Formsache. Pompidou gewann ihn am 15. Juni mit 58,2 Prozent der gültigen Stimmen. Er trat sein Amt am 19. Juni an und nominierte am folgenden Tag Jacques Chaban-Delmas zu seinem ersten Premierminister.

##### Stationen seiner Präsidentschaft
Regierung Chaban-Delmas (20. Juni 1969–5. Juli 1972)
- 1969

- 20. Juni: Jacques Chaban-Delmas wird zum Premierminister ernannt.

- 26. Juni: Unter dem Motto Die neue Gesellschaft präsentiert Chaban-Delmas sein Regierungsprogramm, das von folgenden vier Säulen getragen werden soll: Erweiterung der Grundrechte (libertés publiques), Mitbestimmung in den Unternehmen, Stärkung der regionalen Behörden und Förderung der Solidarität.

- 8. August: die Regierung beschließt eine Abwertung des Französischen Franc im Bretton-Woods-System um 11 %.

- 16. September: In einer politischen Grundsatzdebatte drückt Chaban-Delmas den Willen aus, dafür zu sorgen, dass zwischen den beiden staatlichen Fernsehketten ORTF ein echter Wettbewerb eingeführt wird. Zwei autonome Nachrichtenkanäle unter separater Leitung sollen das künftig sicherstellen.

- 1.–2. Dezember: Auf dem Gipfel von Den Haag rückt Pompidou von der bisherigen Blockadehaltung de Gaulles ab und macht den Weg frei für eigene Finanzmittel der Europäischen Kommission sowie für Beitrittsverhandlungen mit Irland und den EFTA-Staaten Vereinigtes Königreich, Norwegen und Dänemark.

- Dezember: Das Gesetz über den Aktienbesitz für die Arbeiter bei Renault (französisch loi relatif à la Régie nationale des usines Renault) wird verabschiedet.

- Dezember: Einweihung der ersten Pariser S-Bahnlinie der RER von Nation nach Boissy Saint-Léger.

- Dezember: Die graphitmoderierten Kernreaktoren in Frankreich werden zu Gunsten von Druckwasserreaktoren aufgegeben.

- 15. Dezember: Der kulturbegeisterte Pompidou kündigt für Paris die Errichtung eines Zentrums für zeitgenössische Kunst an.  Am 31. Januar 1977 wurde es als „Centre Beaubourg“ eingeweiht. Nach Pompidous Tod erhielt es den Namen Centre Georges-Pompidou.

- 1970

- 7. Januar: Die Berechnung des gesetzlich festgelegten Mindestlohns erhält eine neue Basis. Dabei wird der SMIG durch den SMIC ersetzt.

- 28. Februar: Pompidou hält in Chicago eine Rede über Umweltprobleme in Städten.

- 4. Juni: Das Vandalismusgesetz (Loi anticasseurs) wird verabschiedet.

- 2. Juli: Erklärung von Pompidou betreffs der staatlichen Fernsehketten (ORTF), wonach die Berichterstattung frei, unabhängig und unparteiisch sein muss. Er erinnert die Journalisten des ORTF daran, dass ihr Wort bei den Franzosen und Französinnen Gewicht hat.

- 9. November: Charles de Gaulle stirbt auf seinem Landsitz in Colombey-les-Deux-Églises. Pompidou richtet sich an das französische Volk und beginnt seine Ansprache mit den Worten: Le général de Gaulle est mort. La France est veuve… (General de Gaulle ist tot. Frankreich ist nun verwitwet…).

- 12. November: Requiem für de Gaulle in der Kathedrale Notre Dame von Paris. Zahlreiche ausländische Staatschefs nehmen teil.

- 1971

- Januar: Kabinettsumbildung

- 23. Juni: Die sechs Gründungsmitglieder der EWG stimmen dem Beitritt von Großbritannien, Irland und Dänemark zu. Sie treten zum 1. Januar 1973 bei.

- 15. August: Nixon-Schock: US-Präsident Nixon beendet die nominale Goldbindung des Dollar

- 23. November: Pompidou macht von seinem Gnadenrecht Gebrauch und amnestiert den Nazi-Kollaborateur Paul Touvier; die Öffentlichkeit reagiert entrüstet.

- 1972

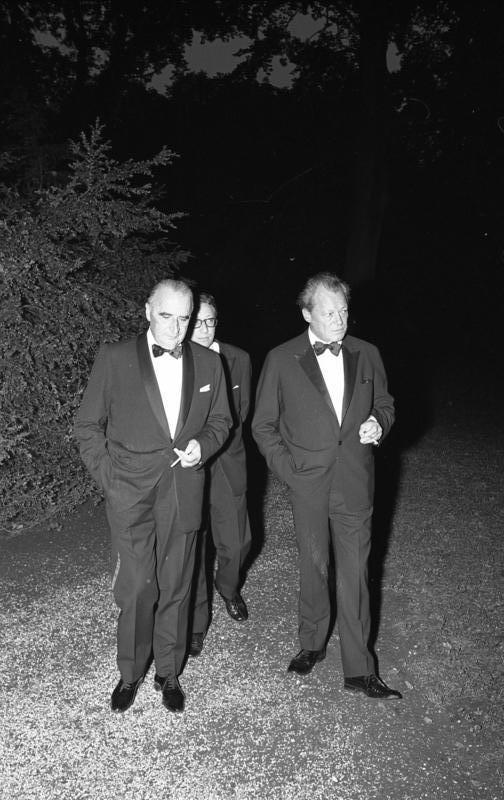
Bundeskanzler Willy Brandt gibt für Georges Pompidou ein Abendessen auf Schloss Gymnich, 1972

- 19. Januar: Die Satirezeitung Le Canard enchaîné veröffentlicht die Steuererklärung von Premierminister Chaban-Delmas.

- 23. April: Über die Frage ob Dänemark, Norwegen, Irland und das Vereinigte Königreich der EWG beitreten können, lässt Pompidou ein Referendum durchführen. 68,3 Prozent stimmen ihm zu; die Wahlbeteiligung beträgt 60,2 Prozent.

- 24. April: Gründung der Europäischen Währungsschlange.

- 3. Juli: In Bonn findet das 18. Deutsch-Französische Gipfeltreffen statt.

- 5. Juli: Chaban-Delmas muss auf Verlangen des Staatspräsidenten Georges Pompidou demissionieren und wird durch Pierre Messmer ersetzt.

Regierung Pierre Messmer (7. Juli 1972 – 27. Mai 1974)
- 1972

- 14. Juli: Am französischen Nationalfeiertag tritt das neue Statut für die staatlichen Fernsehketten ORTF in Kraft. Präsident wird Arthur Conte.

- 31. Dezember: Der dritte Kanal des ORTF geht erstmals auf Sendung.

- 1973

- 3. Januar: Das als Loi Rothschild bekannte Gesetz tritt in Kraft. Der französische Gesetzestext: Loi Nr. 73–7: Le Trésor public ne peut être présentateur de ses propres effets à l’escompte de la Banque de France. Der französische Staat wird dadurch gezwungen, sich auf dem privaten Finanzmarkt zu verschulden, wodurch die Staatsverschuldung ab diesem Zeitpunkt kontinuierlich zunimmt. Das Gesetz, welches 1993 im Zuge der Umsetzung des Vertrages von Maastricht wieder aufgehoben wurde, erhielt die Übernamen Loi Pompidou-Giscard oder Loi Rothschild in Anspielung von Georges Pompidous früherer Funktion als Generaldirektor der Banque Rothschild.

- 1. Januar: Die EWG wird zur Neunergemeinschaft.

- 2. bis 19. März: fast alle Industrieländer schließen ihre Devisenbörsen. Das Bretton-Woods-System (System weitgehend fester Wechselkurse) bricht zusammen; der Kurs des US-Dollar sinkt.

- 4. und 11. März: Wahl zur Nationalversammlung. Die UDR wird stärkste Partei. Mit ihren Verbündeten, den unabhängigen Republikanern, hat Pompidou weiterhin eine komfortable Mehrheit im Parlament.

12. März: sechs EG-Länder (Deutschland, Frankreich, BeNeLux, Dänemark) beschließen ein gemeinsames Floaten ihrer Währungen ('Block-Floaten') gegenüber dem US-Dollar.
- 15. März: Die Behörde Service Central de la Sûreté des Installations Nucléaires wird gegründet. Sie schafft die gesetzliche Grundlage für den Betrieb des ersten Brutreaktors in Frankreich (Reaktor Phénix bei Marcoule).

- 3. April: Pompidou schlägt vor, die Amtsdauer des Staatspräsidenten von sieben auf fünf Jahre zu verkürzen. Dazu ist eine Verfassungsänderung nötig (Dieser Vorschlag wurde erst im Jahre 2000 unter Präsident Jacques Chirac umgesetzt).

- 5. April: Kabinettsumbildung

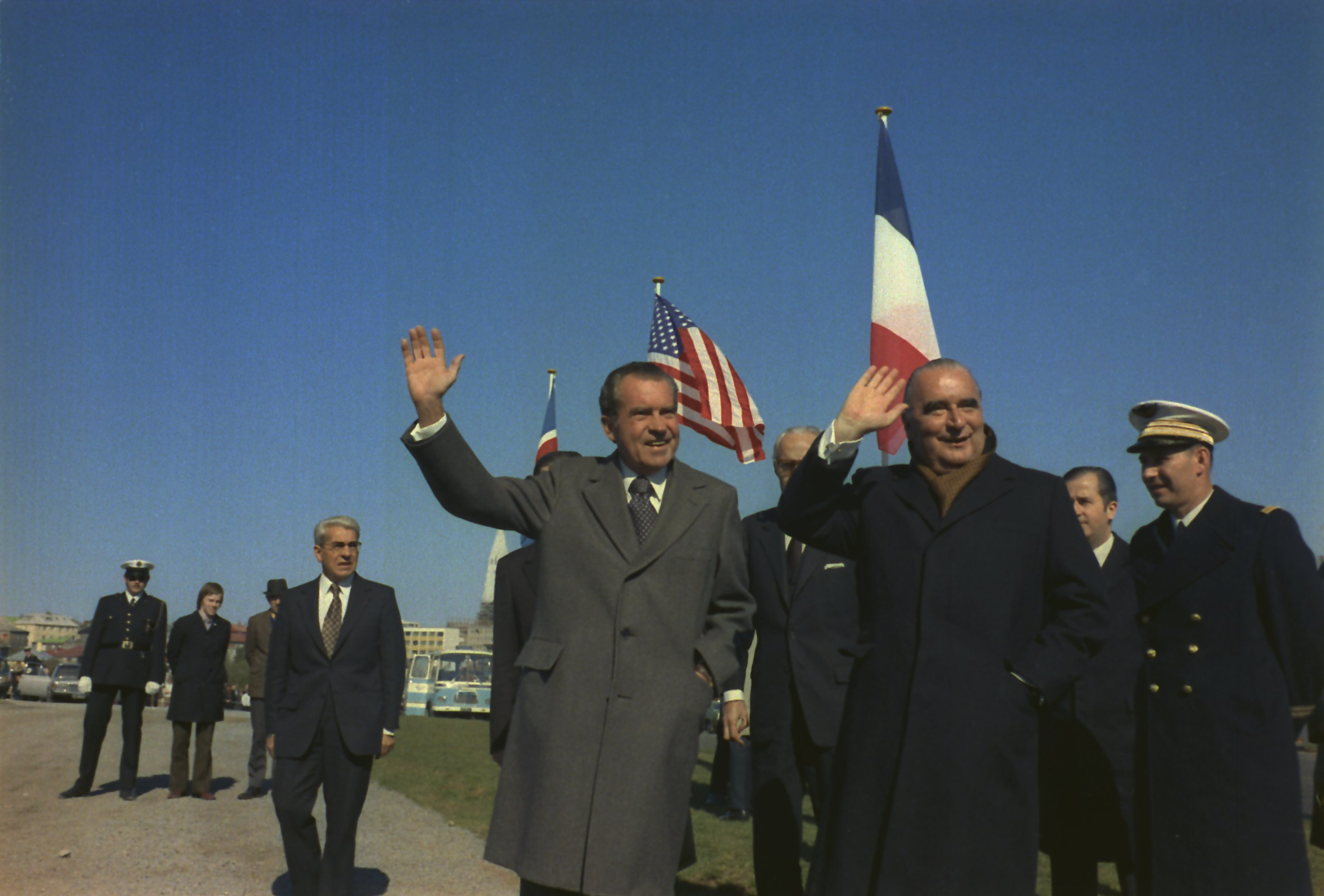
Georges Pompidou mit dem Präsidenten der Vereinigten Staaten Richard Nixon, 1973, in Reykjavík (Island).

- 25. April: Einweihung der Pariser Ringautobahn.

- 1. Juni: Gipfeltreffen zwischen Frankreich und den Vereinigten Staaten in Reykjavík. Pompidou warnt Präsident Richard Nixon (der neun Wochen später zurücktritt) vor einem einseitigen Truppenrückzug aus Europa.

- 12. Juni: Die Uhrenfabrik Lip leitet ein Konkursverfahren ein. Das Werk in Besançon wird besetzt, eine Zeitlang von den Arbeitern autonom weitergeführt und dann geschlossen.

- 21. und 22. Juni: Pompidou trifft Bundeskanzler Willy Brandt in Bonn.

- 25. August: Lokale Landwirte, Umweltschützer und Antimilitaristen demonstrieren gegen die Erweiterung des Truppenübungsplatzes Camp du Larzac auf der südfranzösischen Hochebene Larzac.

- 17. Oktober: Die OPEC beschließt ein Ölembargo gegen die israelischen Alliierten im Jom-Kippur-Krieg und starke Ölpreiserhöhungen. Die Erste Ölkrise beginnt. Frankreich ist vom Embargo nicht direkt tangiert;im Lande wächst aber die Sorge um die Abhängigkeit von Energieimporten.

- 24. Oktober: Die Verfassungsänderung, die Amtsdauer des Staatspräsidenten von sieben auf fünf Jahre zu verkürzen, wird auf unbestimmte Zeit vertagt.

- 4. Dezember: Ein Journalist der Satirezeitung Le Canard enchaîné entlarvt im Neubau der Redaktion einen Agenten des Zentralen Nachrichtendiensts auf frischer Tat. Er ist als Klempner verkleidet und montiert Wanzen.

- 22. Dezember: Die willentliche Drosselung der Rohölexporte einiger arabischer Länder um 25 % lässt den Ölpreis weiter stark steigen. Dies belastet die Handelsbilanz Frankreichs ernsthaft.

- 27. Dezember: Einführung des Loi Royer. Dieses Gesetz soll den Kleinhandel in den Innenstädten schützen, indem es die Öffnungszeiten der großen Einkaufszentren, die sich in den Vorstädten stark ausbreiten, einschränkt.

- Ende Dezember: Frankreich zählt 421.000 Arbeitslose; das sind 2,7 % der werktätigen Bevölkerung.

- 1974

- 19. Januar: Frankreich tritt aus der Europäischen Währungsschlange aus.

- 1. März: Erneute Kabinettsumbildung.

- 3. März: Premierminister Pierre Messmer kündigt den Bau zahlreicher Kernkraftwerke in Frankreich an („Messmer-Plan“). Der Plan war schon vor der Ölkrise beschlossen und begonnen worden. Man wolle energiepolitisch möglichst unabhängig werden.

- 8. März: Einweihung des Flughafens Roissy-Charles De Gaulle bei Paris.

- 11. bis 13. März: Die letzte Auslandsreise Pompidous führt in die UdSSR, wo er sich mit Leonid Breschnew trifft. Die Pressefotos zeigen den französischen Staatspräsidenten als sichtlich gealterten Mann mit einem kranken, aufgedunsenen Gesicht. Dies heizt die Spekulationen um seinen Gesundheitszustand weiter an.

- 2. April: Pompidou stirbt im Amt. Erneut übernimmt der Senatspräsident Alain Poher die Staatsgeschäfte ad interim.

- 6. April: Der Tag der Beisetzung wird zum nationalen Trauertag erklärt.

## Tod

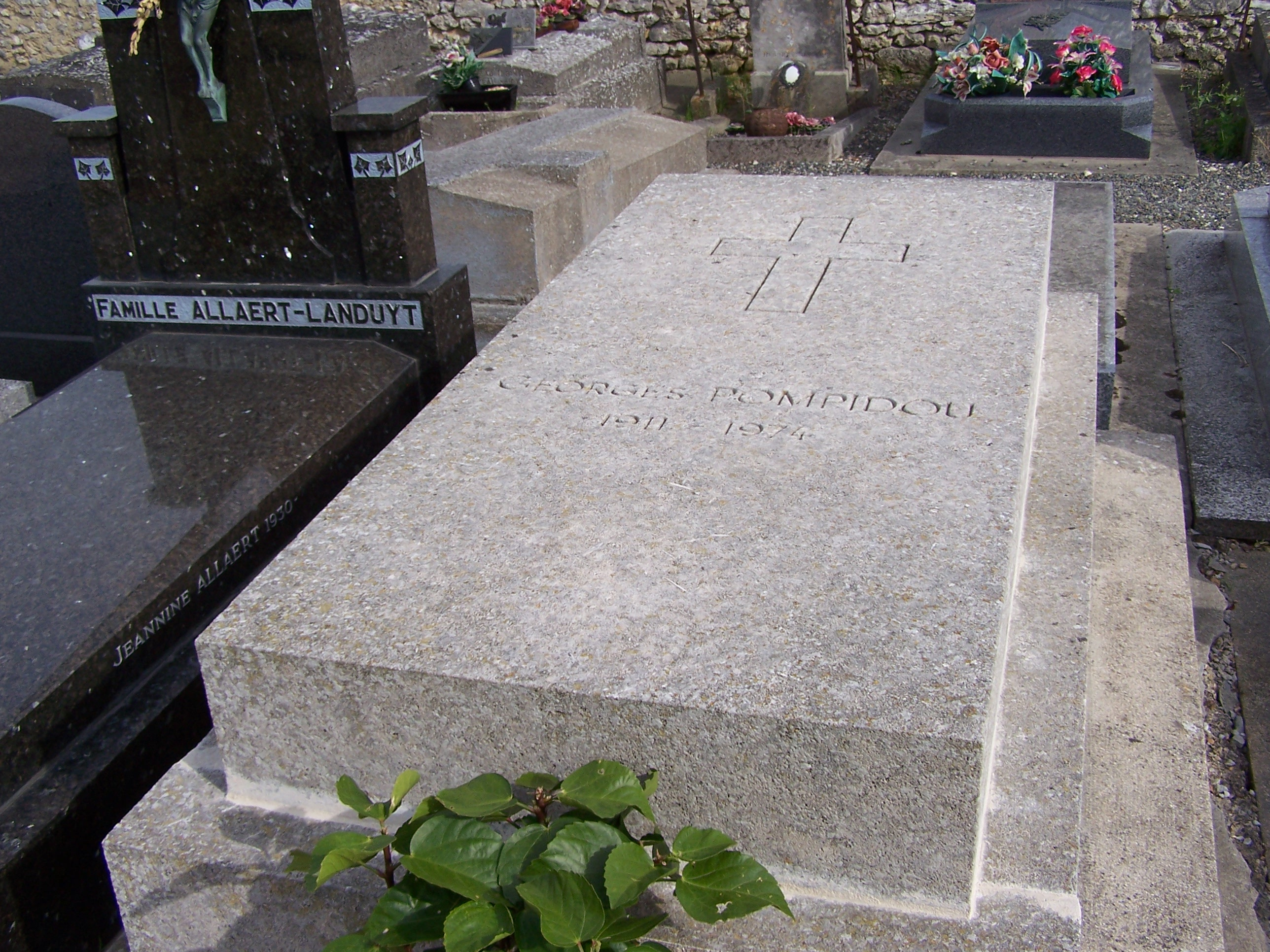
Georges Pompidous Grabstätte in Orvilliers, Département Yvelines

Als der an Morbus Waldenström erkrankte Pompidou seine Termine absagen musste, sprachen offizielle Stellen von einer „Erkältung“ des Staatspräsidenten. Noch eine Woche vor seinem Tod beschrieb der Élysée-Palast seinen Zustand mit einem „leichten, aber schmerzhaften Gefäßleiden.“ Am 2. April 1974 starb er in seinem Appartement auf der Île Saint-Louis in Paris an einer akuten Blutvergiftung. Die kirchliche Trauerfeier fand am 6. April 1974 in Notre-Dame de Paris statt. Zu den Trauergästen gehörten US-Präsident Richard Nixon, der britische Premierminister Edward Heath, Bundeskanzler Willy Brandt, König Hassan von Marokko, der tunesische Staatspräsident Habib Bourguiba und Fürst Rainier III. von Monaco.
Nach seinem Tod kam es zu einer öffentlichen Debatte über die Frage, ob der Staatspräsident das Recht habe, seinen Gesundheitszustand zu beschönigen oder zu verschleiern. Man einigte sich schließlich darauf, dass kommende Staatschefs periodisch ein offizielles Gesundheitsbulletin veröffentlichen sollten. Dies wurde auch umgesetzt, allerdings nur bis zum nächsten kritischen Zeitpunkt: Auch François Mitterrand beschönigte vom Beginn bis zum Ende seiner Regierungszeit seinen Gesundheitszustand, indem er seine Prostatakrebserkrankung geheim hielt.
Pompidous Nachfolger wurde Valéry Giscard d’Estaing; er blieb bis 1981 Präsident. 

## Orden
- Grand Croix de la Légion d’Honneur 1969, in seiner Eigenschaft als Staatspräsident
- Grand Maître de la Légion d’Honneur, 1969 bis 1974
- 1962: Großkreuz des Sankt-Olav-Ordens, Norwegen
- Ritter des Nassauischen Hausordens vom Goldenen Löwen am 3. Mai 1972[13]
- 1972: Großkreuz des Verdienstordens der Italienischen Republik

## Sonstiges
Als französischer Staatspräsident war Georges Pompidou von Amts wegen Kofürst von Andorra.
In einem gerichtlichen Eilverfahren vor dem Tribunal de Grande Instance in Paris erwirkte der bekannte Advokat René Floriot im Auftrag des Staatspräsidenten das Verbot zur Veröffentlichung einer Reklame, welche von der Firma Mercury in Auftrag gegeben wurde und im Nachrichtenmagazin L’Express veröffentlicht hätte werden sollen. Die strittige Werbung enthielt ein Foto, welches Pompidou im Urlaub in der Bretagne auf einem Boot zeigte, welches mit einem Außenbordmotor von der genannten Firma ausgestattet war.

## Zitate
- 1966, zitiert von Thierry Desjardins gerichtet an Jacques Chirac, der ihm Gesetze zur Unterzeichnung vorlegte: Mais arrêtez donc d’emmerder les Français! (Hören Sie doch endlich auf, den Franzosen auf den Wecker zu gehen!)

- 1969, am 13. Februar in einem Interview am Westschweizer Fernsehen Télévision Suisse Romande, als Pompidou gefragt wurde, ob er für sich noch eine politische Zukunft sehe: Je ne pense pas avoir d’avenir politique; j’ai un passé politique; j’aurai peut-être un jour, si Dieu le veut, un destin national. (Ich habe vermutlich keine politische Zukunft; ich habe eine politische Vergangenheit und ich werde möglicherweise, eines Tages – so Gott will – eine nationale Berufung haben.)

- 1970, erschienen am 8. Juli im Canard enchaîné illustriert vom Karikaturisten Leffel: La puissance économique allemande doit être pour nous un aiguillon, et non pas une terreur. (Die Stärke der deutschen Wirtschaft soll uns anstacheln, nicht aber in Schrecken versetzen.)

- 1970, anlässlich der Fernsehansprache nach dem Tode von de Gaulle: Français, Françaises, le général de Gaulle est mort, la France est veuve… (Liebe Franzosen und Französinnen, General de Gaulle ist tot. Frankreich ist nun verwitwet…)

- 1971, Il faut adapter la ville à l’automobile. (Man muss die Stadt an das Automobil anpassen.)

- 1972, an der Pressekonferenz vom 15. November: Chère vieille France! La bonne cuisine! Les Folies-Bergère! Le Gai-Paris! La Haute-Couture […]! C’est terminé! La France a commencé et largement entamé une révolution industrielle. (Das geliebte, alte Frankreich! Die gute Küche! Die Folies Bergère! Der Gai-Paris! Die Haute Couture! […] Das ist vorbei! In Frankreich hat eine industrielle Revolution begonnen, die bereits weit fortgeschritten ist!)

- 1973, als Journalisten die frisch eingeweihte Pariser Ringautobahn kritisch hinterfragten: Les Français aiment la bagnole! (Die Franzosen lieben nun mal ihre Kiste!)

- In seinen Aufzeichnungen: Pour rétablir une vérité. erschienen 1982 als Buch: L’année 1968 a eu un goût de cendre. (Das Jahr 1968 hatte einen Geschmack von Verbranntem.)